# University of Hong Kong
University of Hong Kong (HKU) – uczelnia publiczna zlokalizowana w Hongkongu. Została założona w 1911 roku.